# ТМ-72
ТМ-72  — протитанкова протиднищева кумулятивна міна, спроєктована для ураження гусеничної або колісної техніки противника.
Забезпечує перебивання гусениці або пробиття дна техніки, з подальшим пошкодженням агрегатів керування та ураженням екіпажу.

## Характеристики
| Характеристика                              | Значення |
| ------------------------------------------- | --- |
| Тип                                         | протиднищева кумулятивна |
| Корпус                                      | сталевий |
| Вага                                        | 6 кг |
| Вага заряду вибухової речовини              | 2.5 кг |
| Тип вибухової речовини                      | ТГ-40 |
| Діаметр                                     | 250 мм |
| Висота з підривником МВН-62, МВН-72, МВН-80 | 128 мм |
| Висота з підривником МВШ-62                 | 320 мм |
| Ураження                                    | пробиває отвір в броні до 100 мм діаметром 50-60 мм з відстані 0.25-0.5 м                                                                     |
| Температурний діапазон застосування         | -40 до +50 °C |
| Спосіб встановлення                         | на ґрунт та в ґрунт вручну, або ж розкладкою з авто                                                                                           |
| Забарвлення                                 | оливкове / зелене |
| Маркування                                  | ТМ-72 - шифр міни; 80-6-73 - шифр заводу виробника - номер партії - рік виготовлення (цифри можуть бути іншими); ТГ – шифр вибухової речовини |

## Будова і принцип роботи
ТМ-72 - складається з корпусу, спорядженого кумулятивним зарядом з додатковим детонатором, і підривника. Міна має знімну ручку з тасьми для транспортування. 
В металевому корпусі міни, в центрі, наявний стакан з різьбою для вкручування підривника. Збоку на корпусі є “вічко”, через яке заливається заряд вибухової речовини. При відсутності підривника різьбова частина стакана закривається поліетиленовою пробкою. Для герметизації з’єднання міни з підривником слугує гумова прокладка.
Кумулятивний заряд має кільцеву кумулятивну площину зі сталевим облицюванням. Задля забезпечення ліпшого формування кумулятивного струменя використовується вкладиш з пінопласту з металевою шайбою. Додатковим детонатором слугує тротилова шашка, масою у 20 г, закріплена внизу стакана підривача.